# Rodrigo Vergilio
Rodrigo Vergilio (født 13. april 1983) er en brasiliansk fodboldspiller.